# Le Pâquier (Fryburg)
Le Pâquier (frp. Le Patchi, hist. Rinderweide) – gmina (fr. commune; niem. Gemeinde) w Szwajcarii, w kantonie Fryburg, w okręgu Gruyère.

## Demografia
W Le Pâquier mieszka 1 338 osób. W 2020 roku 18,4% populacji gminy stanowiły osoby urodzone poza Szwajcarią.